# Mohsen Sadr

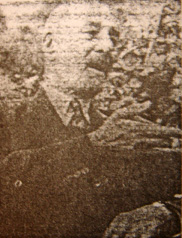
Mohsen Sadr

Mohsen Sadr (persisch محسن صدر Mohsen Sadr; * 1866 in Mahallat bei Markazi; † 19. Oktober 1962 in Teheran) war ein iranischer Politiker und Premierminister.

## Leben
Mohsen Sadr wurde 1866 in Mahallat bei Markazi, als Sohn von Seyyed Hossein 'Fachr ol-Zakerin', ein wohlhabender Geistlicher, geboren. Er bekam dem Titel "Sadr ol-Aschraf" nach dem Tod seines Patenonkels Seyyed Sadr ed-Din 'Sadr ol-Aschraf', der der Schwiegersohn des einflussreichen Höflings Anoushirvan (Shir) Khan Qajar Qovanlou 'Eyn ol-Molk' 'Etezad od-Doleh' (ein Cousin von Naser ad-Din Schah) war. Mohsen 'Sadr ol-Aschraf' diente als königlicher Berater einem der Söhne von Nāser ad-Dīn Schāh und fungierte in vielen politischen Positionen in seiner Karriere, z. B. als Präsident des obersten Zivilgerichts in Teheran, Gouverneur von Chorasan, Präsident des Madschles, Justizminister, Premierminister (1945) und Senator.
Er starb am 19. Oktober 1962 an einem Hirntumor in Teheran.